# Anita Włodarczyk
Anita Włodarczyk (Rawicz, 8 augustus 1985) is een Poolse kogelslingeraarster. Ze werd driemaal Europees en driemaal wereldkampioene in deze discipline. Zij nam deel aan vier Olympische Spelen, wat haar een zilveren en twee gouden medailles opleverde. In 2016 bleek de zilveren medaille uit 2012 eveneens goud waard te zijn, na de schorsing van de aanvankelijke kampioene Tatjana Lysenko. Włodarczyk had van 2009 tot 2011 het wereldrecord in handen en heroverde dit in 2014. In 2015 was ze de eerste vrouw die de grens van 80 meter doorbrak.

## Biografie

### Jeugd en eerste successen
Włodarczyk komt uit een sportieve familie: haar moeder had aan basketbal gedaan, haar vader aan voetbal. Zelf begon zij al op de lagere school aan atletiek te doen en behaalde zij haar eerste succesjes. In 2001 meldde zij zich aan bij de club Kadet Rawicz in haar geboorteplaats. Daar hield zij zich in eerste instantie bezig met discuswerpen, maar in 2002 stapte zij over op het kogelslingeren. In 2005 sloot zij zich aan bij AZS-AWF Poznań, de universitaire sportclub die verbonden was aan de Academie voor Lichamelijke Opvoeding in Poznań. Dat jaar maakte zij met een zesde plaats ook haar debuut bij de Poolse kampioenschappen voor senioren. Een jaar later veroverde zij bij deze kampioenschappen haar eerste medaille: brons. In 2007 won ze de Poolse kampioenschappen voor neo-senioren. Hiermee kwalificeerde ze zich voor de Europese kampioenschappen voor neo-senioren, maar daar kwam zij niet door de kwalificatieronde heen.

### Olympisch debuut in Peking
In 2008 was Włodarczyk al vroeg in vorm. Half maart won zij het kogelslingeren bij de Europese Wintercup in Split met 71,84 m, haar persoonlijk beste prestatie en de op een na beste prestatie uit de geschiedenis van dit toernooi. Het was voor de Poolse echter nog maar het begin. Want in mei verbeterde zij bij een wedstrijd in Poznań haar PR alweer tot 72,18, om er in de maand die volgde eerst 72,65 en ten slotte 72,80 van te maken. Włodarczyk had zich hiermee overduidelijk een plaats in de Poolse olympische ploeg toegeëigend. Ze had dat jaar trouwens ook voor het eerst Pools kampioene kogelslingeren kunnen worden, want haar verste worp van 71,71 tijdens de nationale kampioenschappen was even ver als de winnende afstand van de winnares Kamila Skolimowska. Maar de tweede beste worp van Skolimowska was net iets beter dan die van Włodarczyk, die hierdoor als tweede eindigde. 
Op de Olympische Spelen van 2008 in Peking werd Włodarczyk met een beste worp van 71,56 aanvankelijk zesde. Jaren later werd bij herkeuring van de bewaarde urinemonsters van de als eerste en derde geëindigde Wit-Russinnen Aksana Miankova en Darya Pchelnik overtreding van de dopingregels vastgesteld. Als gevolg hiervan werden beiden met terugwerkende kracht gediskwalificeerd, waardoor de zesde plaats van Włodarczyk werd opgewaardeerd naar een vierde. Met een derde plaats en een score van 70,97 tijdens de wereldatletiekfinale in Stuttgart sloot zij haar seizoen af. 

### Wereldkampioene met wereldrecordworp
In 2009 won Włodarczyk een gouden medaille bij de Europese wintercup en de Europese teamkampioenschappen. Dit waren haar eerste gouden medailles die ze won bij een internationale wedstrijd. Bij een wedstrijd in Cottbus verbeterde ze het Poolse record kogelslingeren tot 77,20. Dit was de op drie na beste prestatie van een vrouw in de geschiedenis van het kogelslingeren. Haar goede vorm zette ze door bij de wereldkampioenschappen in Berlijn, door bij het kogelslingeren een gouden medaille te veroveren. Met een verbetering van het wereldrecord tot 77,96 versloeg ze de Duitse Betty Heidler (zilver; 77,12) en de Slowaakse Martina Hrašnová (brons; 74,49).

### Ook goud op EK
Ook op de Europese kampioenschappen van 2012 in Helsinki veroverde ze bij het kogelslingeren een gouden medaille. Met een beste poging van 74,29 bleef ze Martina Hrašnová (zilver; 73,34) en de Russische Anna Boelgakova (brons; 71,47) voor.
In 2013 won Włodarczyk de Jeux de la Francophonie, een multisportevenement voor Franstalige landen waar ook Polen een delegatie naar uitzendt. Twee jaar later won ze voor de tweede maal de wereldtitel.

### Olympisch kampioene in 2016
Het jaar 2016 begon Włodarczyk voortvarend met het behalen van de Europese titel. Met een beste poging van 78,14 bleef ze de Duitse Betty Heidler (zilver; 75,77) en Azerbeidzjaanse Hanna Skydan (brons; 73,83) voor. Bij de Olympische Spelen van 2016 in Rio de Janeiro won ze de wedstrijd. Vanaf de tweede ronde nam ze met 80,40 de leiding in de wedstrijd in handen. In de derde ronde was haar 82,29 goed voor een verbetering van het wereldrecord. Ze versloeg hiermee de Chinese Zhang Wenxiu, die met 76,75 tweede werd. Na haar olympische titel gaf ze een kleine twee weken later opnieuw blijk van haar kunnen door in Warschau het wereldrecord zelfs te verbeteren tot 82,98.
Voor haar sportieve prestaties kreeg Włodarczyk in 2009 de Orde Polonia Restituta (5e graad) uitgereikt.
Ze was aangesloten bij Kadet Rawicz (2001–2004), AZS AWF Poznań (2005–2009) en vanaf 2011 bij Skra Warszawa.

## Titels
- Olympisch kampioene kogelslingeren - 2012, 2016, 2020
- Wereldkampioene kogelslingeren - 2009, 2015, 2017
- Europees kampioene kogelslingeren - 2012, 2014, 2016, 2018
- Kampioene Jeux de la Francophonie kogelslingeren - 2013
- Pools kampioene kogelslingeren - 2009, 2011, 2012, 2013, 2014, 2015, 2016, 2017, 2018

## Persoonlijke records
| Onderdeel      | Prestatie    | Datum            | plaats   |
| -------------- | ------------ | ---------------- | -------- |
| discuswerpen   | 52,26 m      | 21 augustus 2008 | Poznań   |
| kogelslingeren | 82,98 m (WR) | 28 augustus 2016 | Warschau |

## Wereldrecords
| Prestatie | Plaats         | Datum            |
| --------- | -------------- | ---------------- |
| 77,96 m   | Berlijn        | 22 augustus 2009 |
| 78,30 m   | Bydgoszcz      | 6 juni 2010      |
| 79,58 m   | Berlijn        | 31 augustus 2014 |
| 79,83 m   | Wrocław        | 27 juni 2015     |
| 81,08 m   | Władysławowo   | 1 augustus 2015  |
| 82,29 m   | Rio de Janeiro | 15 augustus 2016 |
| 82,98 m   | Warschau       | 28 augustus 2016 |

## Prestatieontwikkeling
| Jaar | Prestatie | Plaats              | Datum      |
| ---- | --------- | ------------------- | ---------- |
| 2002 | 33,83     | Poznań              | 2002-08-31 |
| 2003 | 43,24     | Poznań              | 2003-05-18 |
| 2004 | 54,74     | Wolsztyn            | 2004-10-02 |
| 2005 | 60,51     | Poznań              | 2005-05-15 |
| 2006 | 63,28     | Szczecin            | 2006-06-24 |
| 2007 | 69,07     | Poznań              | 2007-09-16 |
| 2008 | 72,80     | Biberach an der Riß | 2008-06-28 |
| 2009 | 77,96     | Berlijn             | 2009-08-22 |
| 2010 | 78,30     | Bydgoszcz           | 2010-06-06 |
| 2011 | 75,33     | Elstal              | 2011-09-09 |
| 2012 | 77,60     | Londen              | 2012-08-10 |
| 2013 | 78,46     | Moskou              | 2013-08-16 |
| 2014 | 79,58     | Berlijn             | 2014-08-31 |
| 2015 | 81,08     | Władysławowo        | 2015-08-01 |
| 2016 | 82,98     | Warschau            | 2016-08-28 |
| 2017 | 82,87     | Władysławowo        | 2017-07-29 |
| 2018 | 79,59     | Lublin              | 2018-07-22 |
| 2019 | 75,61     | Turku               | 2019-06-11 |
| 2020 | -         | -                   | -          |
| 2021 | 78,48     | Tokio               | 2021-08-03 |
| 2024 | 72,92     | Rome                | 2024-06-10 |

### kogelslingeren
- 2007: 7e EK U23 - 63,74 m
- 2008:  Europese Wintercup - 71,84 m
- 2008:  Poolse kamp. - 71,71 m
- 2008: 4e OS - 71,56 m (na DQ van Aksana Miankova en Darya Pchelnik)
- 2008:  Wereldatletiekfinale - 70,97 m
- 2009:  Europese Wintercup - 75,05 m
- 2009:  Europese teamkamp. - 75,23 m
- 2009:  Poolse kamp. - 75,74 m
- 2009:  WK - 77,96 m (WR)
- 2010:  EK - 73,56 m
- 2010:  IAAF Hammer Throw Challenge
- 2011:  Poolse kamp. - 73,05 m
- 2011: 5e WK - 73,56 m
- 2012:  Poolse kamp. - 74,71 m
- 2012:  EK - 74,29 m
- 2012:  OS - 77,60 m[1]
- 2012:  IAAF Hammer Throw Challenge
- 2013:  Poolse kamp. - 76,93 m
- 2013:  WK - 78,46 m (NR)(na DQ van Tatjana Lysenko)
- 2013:  IAAF Hammer Throw Challenge
- 2013:  Jeux de la Francophonie - 69,95 m
- 2014:  Poolse kamp. - 75,85 m
- 2014:  EK - 78,76 m (NR)
- 2014:  ISTAF te Berlijn - 79,58 m (WR)
- 2014:  IAAF Hammer Throw Challenge
- 2015:  Poolse kamp. - 78,24 m
- 2015:  WK - 80,85 m
- 2015:  IAAF Hammer Throw Challenge
- 2016:  Poolse kamp. - 76,38 m
- 2016:  EK - 78,14 m
- 2016:  OS - 82,29 m (WR)
- 2017:  Poolse kamp. - 80,79 m
- 2017:  WK - 77,90 m
- 2018:  Poolse kamp. - 79,59 m
- 2018:  EK - 78,94 m (CR)
- 2021:  OS - 78,48 m
- 2024:  EK - 72,92 m

2000: Kamila Skolimowska ·
2004: Olga Koezenkova ·
2008: Yipsi Moreno ·
2012: Anita Włodarczyk ·
2016: Anita Włodarczyk ·
2020: Anita Włodarczyk ·
2024: Camryn Rogers
1999 Mihaela Melinte · 
2001 Yipsi Moreno · 
2003 Yipsi Moreno · 
2005 Olga Koezenkova ·
2007 Betty Heidler ·
2009 Anita Włodarczyk ·
2011 Tatjana Lysenko ·
2013 Anita Włodarczyk · 
2015 Anita Włodarczyk · 
2017 Anita Włodarczyk · 
2019 DeAnna Price · 
2022 Brooke Andersen  · 
2023 Camryn Rogers
- Gemeinsame Normdatei: 127280335X
- World Athletics: 14294652
- Nationale Bibliotheek van Polen: a0000002883040
- Virtual International Authority File: 635151778200818130008